# Rotmurkla
Rotmurkla (Rhizina undulata) är en svampart som beskrevs av Fr. 1815. Rotmurkla ingår i släktet Rhizina och familjen Rhizinaceae. Den hör liksom stenmurkla och toppmurkla till ordningen skålsvampar (Pezizales) men dessa hör till en andra familjer och är alltså inte särskilt nära släkt.  Arten är reproducerande i Sverige. Inga underarter finns listade i Catalogue of Life.. Rotmurklan uppträder särskilt efter skogsbränder eller hyggesbränning och kan döda skogsplantor inom något eller några år efter plantering . Sådan mark kan därför behöva vila några år innan plantering görs.

## Källor

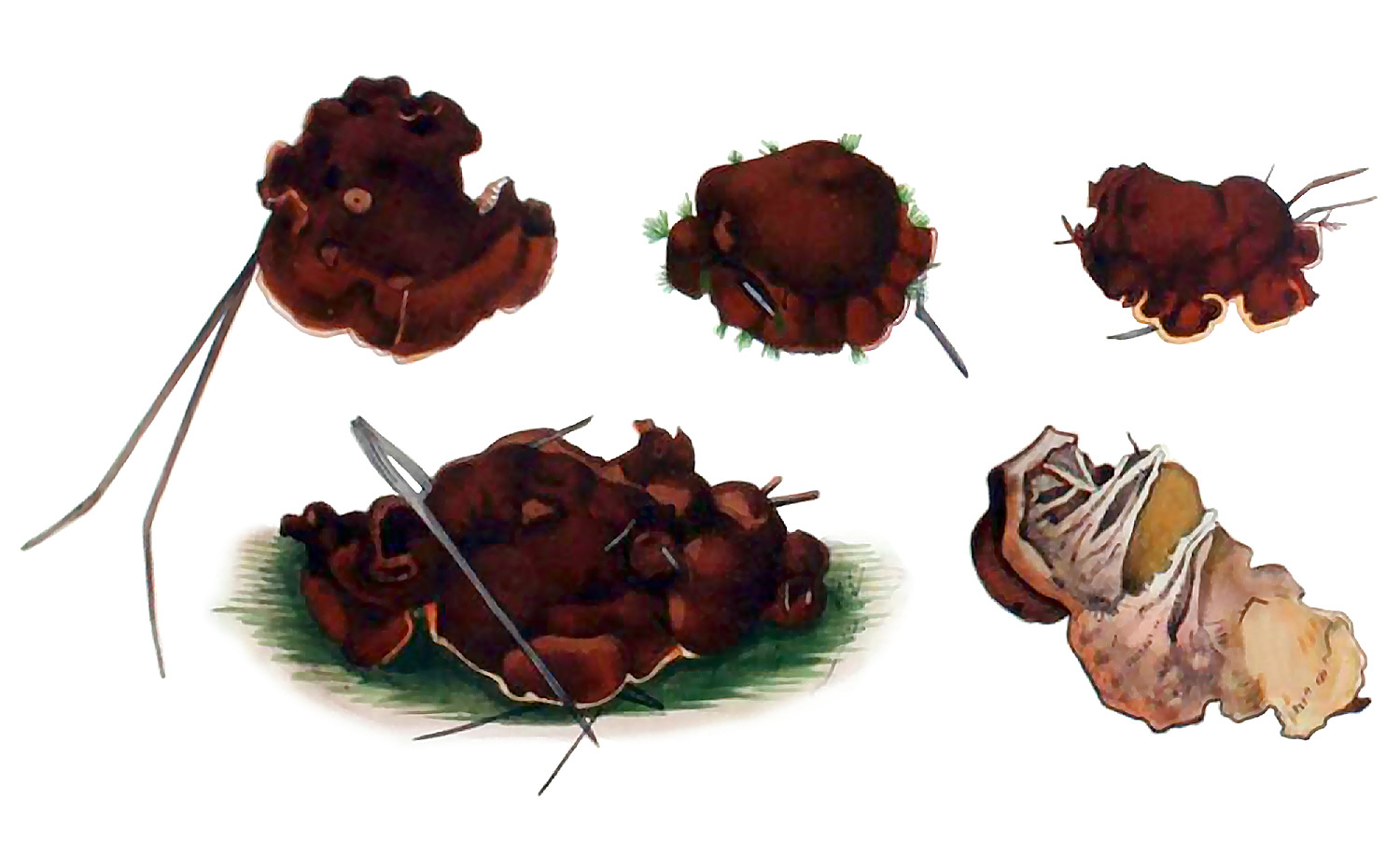
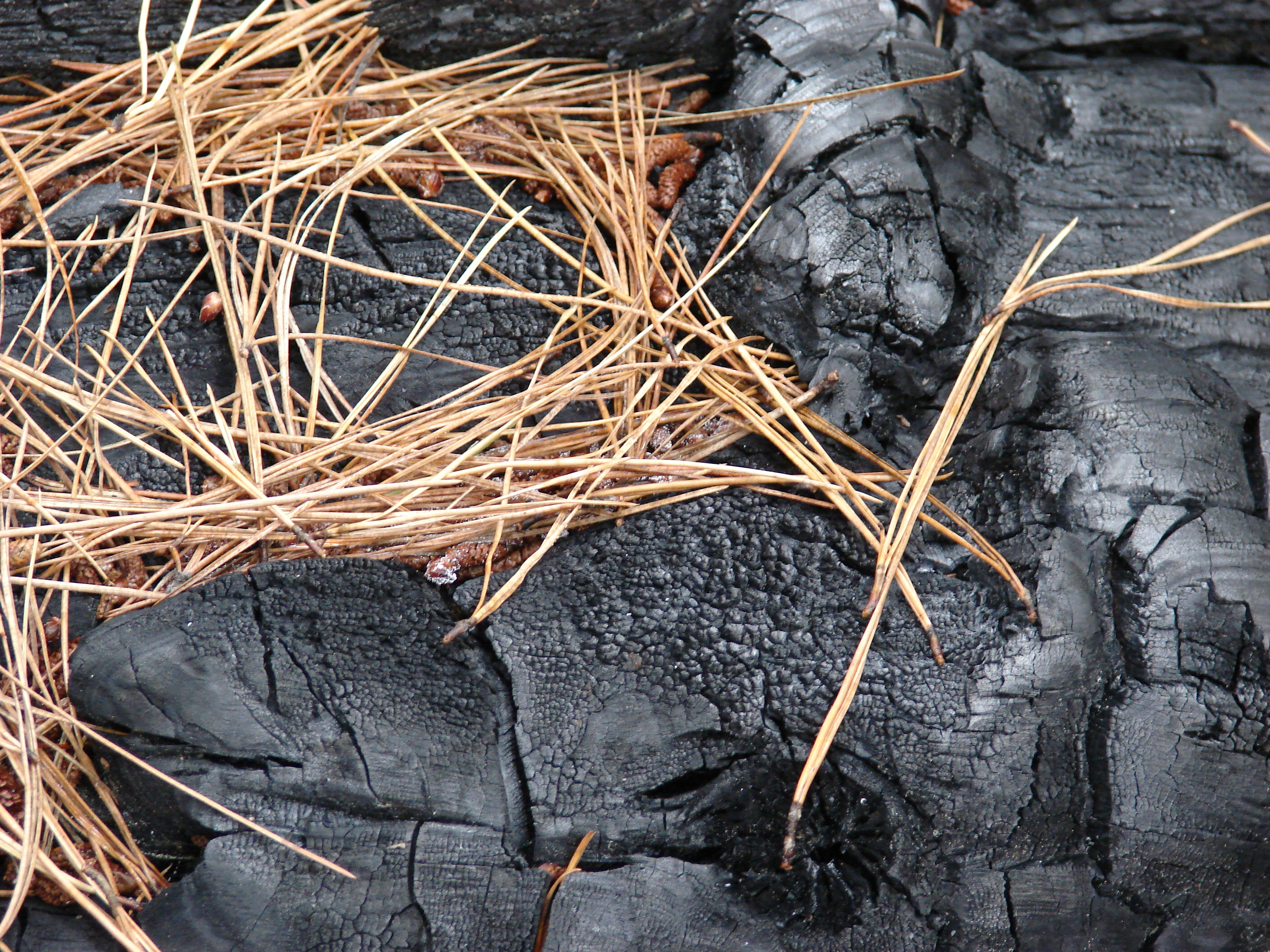
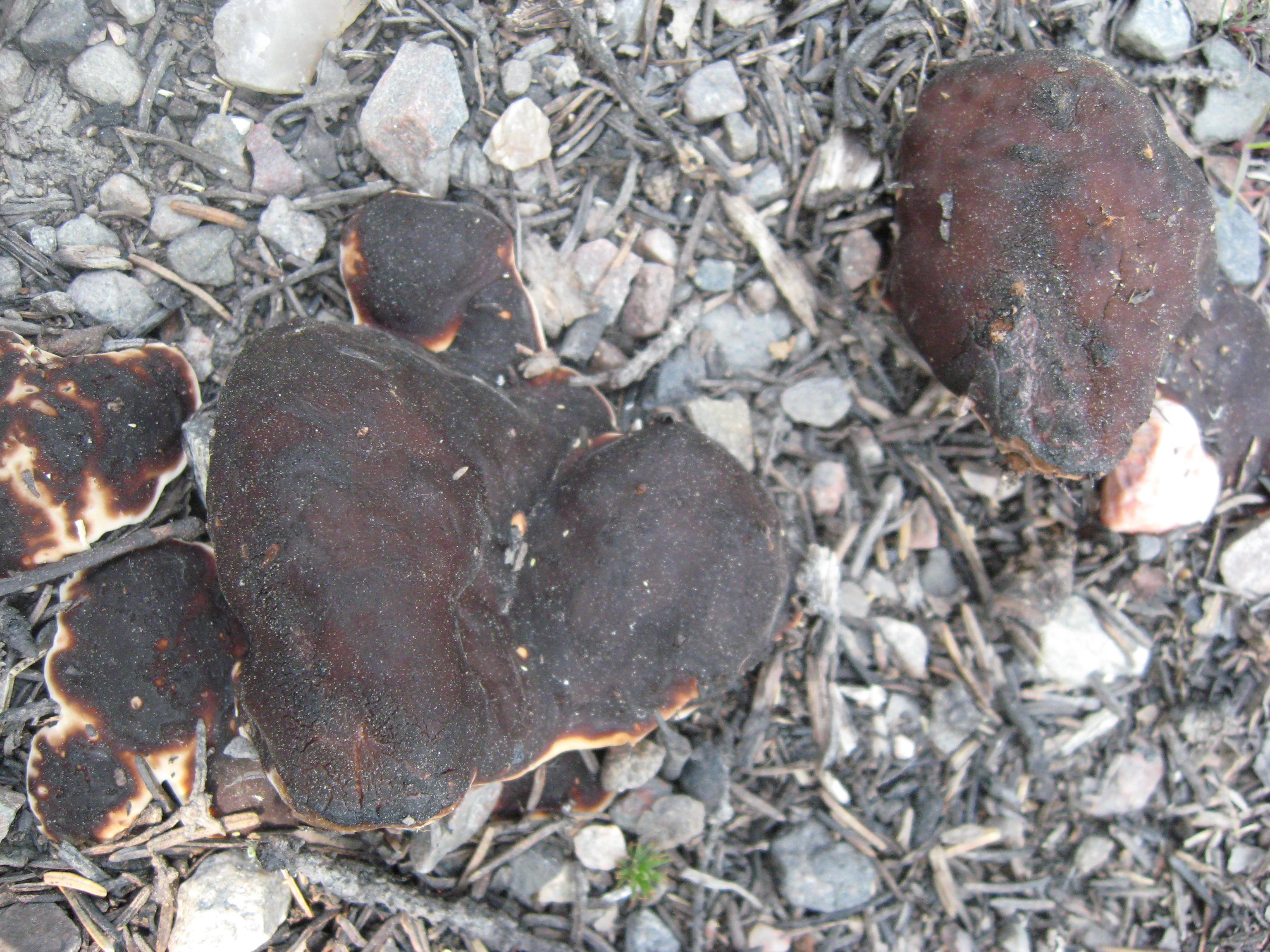